# Vn-Index
Vn-Index thể hiện biến động giá cổ phiếu giao dịch tại Sở Giao dịch Chứng khoán Thành phố Hồ Chí Minh. Công thức tính chỉ số áp dụng đối với toàn bộ các cổ phiếu niêm yết tại TTGDCK nhằm thể hiện xu hướng giá cổ phiếu hàng ngày.

## Phương pháp tính
VnIndex được Ủy ban Chứng khoán Nhà nước tính toán theo phương pháp chỉ số giá bình quân Passcher.
VN - Index được tính theo công thức sau:
Vn-Index = {\displaystyle 100*\sum _{i=1}^{N}P_{1i}Q_{1i} \over \sum _{i=1}^{N}P_{0i}Q_{0i}}
Trong đó:
P1i: Giá hiện hành của cổ phiếu i
Q1i: Khối lượng đang lưu hành (khối lượng niêm yết) của cổ phiếu i
P0i: Giá của cổ phiếu i thời kì gốc
Q0i: Khối lượng của cổ phiếu i tại thời kì gốc

## Các trường hợp điều chỉnh và cách điều chỉnh
- Khi trên thị trường xảy ra trường hợp niêm yết mới hay tổ chức niêm yết tiến hành tăng vốn, hệ số chia sẻ được điều chỉnh như sau:

{\displaystyle D_{1}} = {\displaystyle D_{0}V_{1} \over (V_{1}-AV)}
Trong đó:
D1: Hệ số chia mới
D0: Hệ số chia cũ {\displaystyle D_{0}=\sum _{i=1}^{N}P_{0i}Q_{0i}}
V1: Tổng giá trị hiện hành của các cổ phiếu niêm yết: V1 = {\displaystyle \sum _{i=1}^{N}P_{1i}Q_{1i}}
AV: Giá trị điều chỉnh cổ phiếu
- Khi huỷ niêm yết hay tổ chức niêm yết tiến hành giảm vốn, hệ số chia mới sẽ được tính như sau:

{\displaystyle D_{1}} = {\displaystyle D_{0}V_{1} \over (V_{1}+AV)}

## Chọn rổ đại diện

### Rổ đại diện
Cho đến giữa tháng 11/2008, rổ đại diện để tính VnIndex bao gồm tất cả các cổ phiếu được niêm yết trên Sở Giao dịch Chứng khoán Thành phố Hồ Chí Minh.

### Danh sách công ty được chọn vào rổ đại diện
Chỉ số chứng khoán Việt Nam ký hiệu là VN - Index. VN - Index xây dựng căn cứ vào giá trị thị trường của tất cả các cổ phiếu được niêm yết. Với hệ thống chỉ số này, nhà đầu tư có thể đánh giá và phân tích thị trường một cách tổng quát.